# Хрематистика
Хрематистика (від «хрема» — майно, володіння; грецьк. χρηματιστική)) — «наука про господарювання», гонитва за грошима, в основі якої лежить діяльність з метою задоволення потреб та отримання прибутку. Термін введений Арістотелем як суміжний до терміна «економіка».

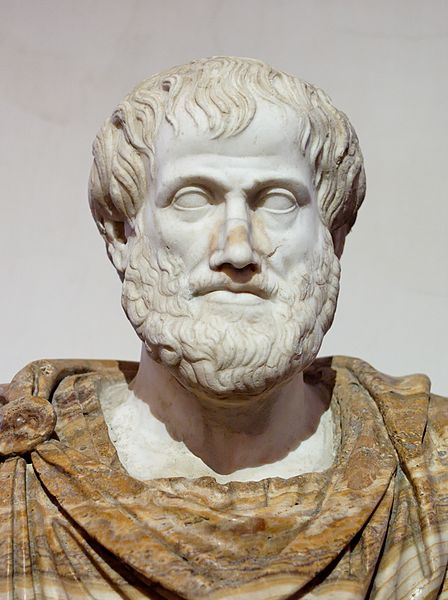
Арістотель

Арістотель ділив науку про багатство на економіку і хрематистику. Економіка — наука про задоволення потреб людей (виробництво для задоволення щоденних потреб, дрібна торгівля), де гроші використовуються тільки в своєму основному на думку Арістотеля сенсі — як засіб обміну, під хрематистикою розумів «мистецтво наживати статок». Цей протиприродний, на його думку, процес був пов'язаний з нагромадженням грошового (лихварство) і торговельного капіталів (купецька торгівля) у рабовласницькому господарстві. При цьому в праці «Політика» Арістотель зазначає, що «у мистецтві наживати статок ніколи не буває межі», жадання накопичення змушує людей «або зберігати наявні кошти, або навіть прагнути примножити їх до безмежності».
В даний час термін активно використовується, наприклад, в книгах і статтях С. Г. Кара-Мурзи для опису негативних сторін сучасної економіки.